# بخش مرکزی شهرستان نهبندان
بخش مرکزی شهرستان نهبندان یکی از بخش‌های شهرستان نهبندان در استان خراسان جنوبی ایران است.

## تقسیمات کشوری
- بخش مرکزی شهرستان نهبندان
  - دهستان بندان
  - دهستان نه
  - دهستان میغان

شهر: نهبندان

## جمعیت
بنابر سرشماری مرکز آمار ایران، جمعیت بخش مرکزی شهرستان نهبندان در سال ۱۳۹۵ برابر با ۳۵۲۵۲ نفر بوده است.